# Felipa de Luxemburgo
Felipa de Luxemburgo (1252-6 de abril de 1311) era la hija del Conde Enrique V de Luxemburgo y su esposa, Margarita de Bar. Se casó con Juan I de Henao, conde de Holanda. Dos de sus nietas fueron Felipa de Henao, reina consorte de Inglaterra, y Margarita II, condesa de Henao en su propio derecho y esposa del emperador del Sacro Imperio Romano Germánico Luis IV.
Los hijos de Juan II de Holanda y de Philippa de Luxemburgo fueron:
- Juan (muerto en 1302)
- Enrique (muerto en 1303), canónigo en Cambrai
- Simón
- Guillermo I de Henao, padre de la Reina Felipa y Margarita II
- Juan (1288–1356), señor de Beaumont. Se casó con Margarita, condesa de Soissons.
- Margarita (muerta en 1342), consorte de Roberto II de Artois
- Alicia (muerta en 1317), consorte de Roger Bigod, V conde de Norfolk
- Isabel (muerta en 1305), consorte de Raul de Clermont, señor de Nesle.
- Juana, monja en Fontenelles
- María de Avesnes (1280–1354), consorte de Luis I, duque de Borbón
- Matilde, Abadesa de Nivelles
- Guillermo de Cuser (nacido en 1290, fecha de su muerte desconocida)